# Старая Русская Амзя
Старая Русская Амзя — деревня в Нурлатском районе Татарстана. Входит в состав Амзинского сельского поселения.

## География
Находится в южной части Татарстана на расстоянии приблизительно 48 км на север-северо-запад по прямой от районного центра города Нурлат.

## История
Основана в начале XVIII века. До 1920-х годов официально учитывалась как Старая Амзя вместе с деревней Старая Татарская Амзя.

## Население
Постоянных жителей было в 1782 году — 53 души мужского пола, в 1859—1010, в 1897—1658, в 1908—2031, в 1920—1832, в 1926—474, в 1938—260, в 1949—226, в 1958—151, в 1970 — 95, в 1979 — 69, в 1989 — 47, в 2002 году 31 (русские 58 %, татары 42 %), в 2010 году 42.